# Опсада Задра
Опсаду Задра извршила млетачко-крсташка војска 1202. године. Опсада представља први сукоб у Четвртом крсташком рату и први напад крсташа на хришћански град. Трајала је од 10. до 24. новембра, а завршена је освајањем града.

## Увод
Током 12. и 13. века Задар је био предмет честих напада Млетачке републике којој је сметао трговински значај овога града. Овај град представљао је главни разлог непријатељства између Угарског краљевства и Млетачке републике. Године 1198. на папску столицу долази Иноћентије III. У његово време је католичка црква била на врхунцу моћи. Одмах по ступању на папску столицу, папа Иноћентије позива хришћане на покретање Четвртог крсташког похода на Свету земљу. Међутим, успео је скупити свега трећину потребних средстава за вођење рата. У помоћ је прискочила Млетачка република која се обавезала да крсташима обезбеди превоз до Египта. Био је то обичан уговор о превозу какав је Млетачка република већ више пута склапала. За потребе овог посла Млечани су изградили флоту од 200 једрењака. У Египат је требало превести 4500 витезова и коња, 9000 коњушара, 20.000 пешака и потребне намирнице. Укупна сума коју је требало да крсташи исплате одређена је на 85.000 сребрних марака.

## Крсташи у Венецији
Крсташи су приспели у Венецију на пролеће 1202. године. Показало се да нису успели скупити ни трећину уговорене суме. Тако су се крсташи нашли у млетачким рукама. То је вешто искористио осамдесетогодишњи дужд Енрико Дандоло. Њему није одговарало да војска стигне до Египта јер је већ примио мито од ајубидског владара Малик ел Адила (Саладиновог наследника) који се свим силама трудио да одржи мир са хришћанима. Дужд није намеравао да раскине уговор већ је крсташима предложио да за остатак новца помогну Републици у освајању Задра. Крсташе је предводио Бонифације Монфератски. Део крсташа одбио је да нападне хришћански град и вратио се кући, други су се самостално упутили у Палестину копненим путем, али је већина прихватила предлог млетачког дужда. Енрико је у цркви Светог Марка прикачио на себе крст чиме је и сам постао учесник крсташког рата. Енрику се обратио Алексије, син свргнутог цара Исака II Анђела тражећи помоћ у поновном освајању византијског престола.

## Опсада
Почетком октобра 1202. године флота је испловила ка Далмацији. Дандоло је намеравао да примора крсташе да презиме у Задру. Крсташка армија стигла је пред зидине Задра 10. новембра 1202. године. Ланац бродова који је затварао улаз у луку без проблема је разбијен. Емерик, угарски краљ, шаље посланство које је молило Бонифација да не напада хришћански град. Задрани су истакли крстове на зидине града. Легат папе Иноћентија оштро је протестовао због напада на Задар, али се Дандоло на протесте није обазирао. Опсада Задра трајала је две недеље. Крсташи су успели да направе рупе у градским зидинама и увугу се у град 18. новембра. Уследио је покољ локалног становништва. Преживели су се спасли бегом у Нин и Биоград на Мору.

## Последице
Задар је након освајања подељен на два дела - млетачки и крсташки. Емерик се обратио папи са молбом да крсташе натера да му врате град. Иноћентије је Бонифацију послао захтев који је одбијен. Стога је папа екскомуницирао све учеснике освајања Задра. Међутим, награде које је нудио Алексије привукле су крсташе ка византијској престоници. Крсташи су зиму провели у Задру након чега су наставили ка Цариграду. Приликом напуштања града порушени су зидови са стране мора, а појачани они са стране копна. Део војске разишао се након освајања плена.